# Dreamsnake
Dreamsnake este un roman științifico-fantastic din 1978 al scriitoarei americane Vonda N. McIntyre. A fost bine primit, câștigând Premiul Hugo din 1979,  Premiul Nebula din 1978  și premiul Locus în 1979.  Romanul urmărește o vindecătoare în căutarea ei de a-și înlocui „dreamnake-ul”, un șarpe mic, al cărui venin este capabil să inducă chinuri și halucinații la oameni, asemănător cu efectele produse de droguri precum LSD sau heroină. Potrivit autoarei, lumea unde are loc acțiunea este Pământul, dar în viitorul post-apocaliptic și, prin urmare, științific și social mult diferit de prezent: un război nuclear a adus vaste schimbări ale planetei prea radioactive pentru a susține viața umană, biotehnologia este mult mai avansată decât pe Pământul de astăzi - manipularea genetică a plantelor și animalelor este de rutină - și apar modele sexuale alternative și alte tribalisme. 
Romanul se bazează pe nuveleta Despre Ceață, Iarbă și Nisip (Of Mist, and Grass, and Sand) din 1973 a lui McIntyre, pentru care a câștigat primul ei premiu Nebula.

## Poveste
Povestea începe cu Snake - Șarpe, o vindecătoare, care a fost adusă într-un trib din deșert pentru a ajuta la vindecarea unui băiețel foarte bolnav, pe nume Stavin. Ea este dependentă de șerpi pentru a face vindecări  și are trei: Grass - Iarbă, un șarpe de somn mic și rar, care este folosit pentru calmarea pacientului și pentru a-i înlătura durerea, Sand - Nisip, un șarpe cu clopoței al cărui venin este folosit pentru a face vaccinuri și poțiuni  vindecătoare și Mist - Ceață, o cobră cu același scop ca Sand, dar al cărei venin face poțiuni mai puternice.
Datorită ignoranței și fricii oamenilor, Grass moare, iar Snake își pierde abilitățile de vindecare. Grass este un șarpe unic de somn de origine extraterestră.
Decide să ajungă în Oraș, unde trăiesc non-pământeni, pentru a obține un nou șarpe de somn de la ei.

## Premii
Dreamsnake a câștigat multiple premii, inclusiv premiul Nebula din 1978 pentru cel mai bun roman  și Premiul Hugo din 1979 pentru cel mai bun roman. De asemenea, a fost câștigător al Premiului Locus Poll din 1979 pentru cel mai bun roman  și al Pacific Northwest Booksellers 'Awards  și a fost nominalizat la Premiul Ditmar din 1979 la categoria ficțiune internațională,  care a fost câștigat de Dragonul Alb scris de Anne McCaffrey. În 1995, Dreamsnake a fost pe lista scurtă pentru retrospectiva premiului James Tiptree, Jr.

## În alte limbi
Romanul a fost tradus astfel (în ordine cronologică):
- în 1979 în limba neerlandeză ca Droomslang  (ca Vonda McIntyre)
- în 1979 în limba franceză ca Le serpent du rêve
- în 1979 în limba germană ca Traumschlange
- în 1980 în limba italiană ca Il serpente dell'oblio
- în 1983 în limba portugheză ca Serpente do Espaço
- în 1984 în limba sârbă ca Guja sna
- în 1989 în limba spaniolă ca Serpiente del sueño (ca Vonda Mekintajer)
- în 1991 în limba poloneză ca Opiekun snu[11]

## Legături externe
- en  Istoria publicării lucrării Dreamsnake la Internet Speculative Fiction Database

## Vezi și
- 1978 în științifico-fantastic